# Passalus dechambrei
Passalus dechambrei is een keversoort uit de familie Passalidae. De wetenschappelijke naam van de soort is voor het eerst geldig gepubliceerd in 1986 door Boucher.